# Helge Reiss

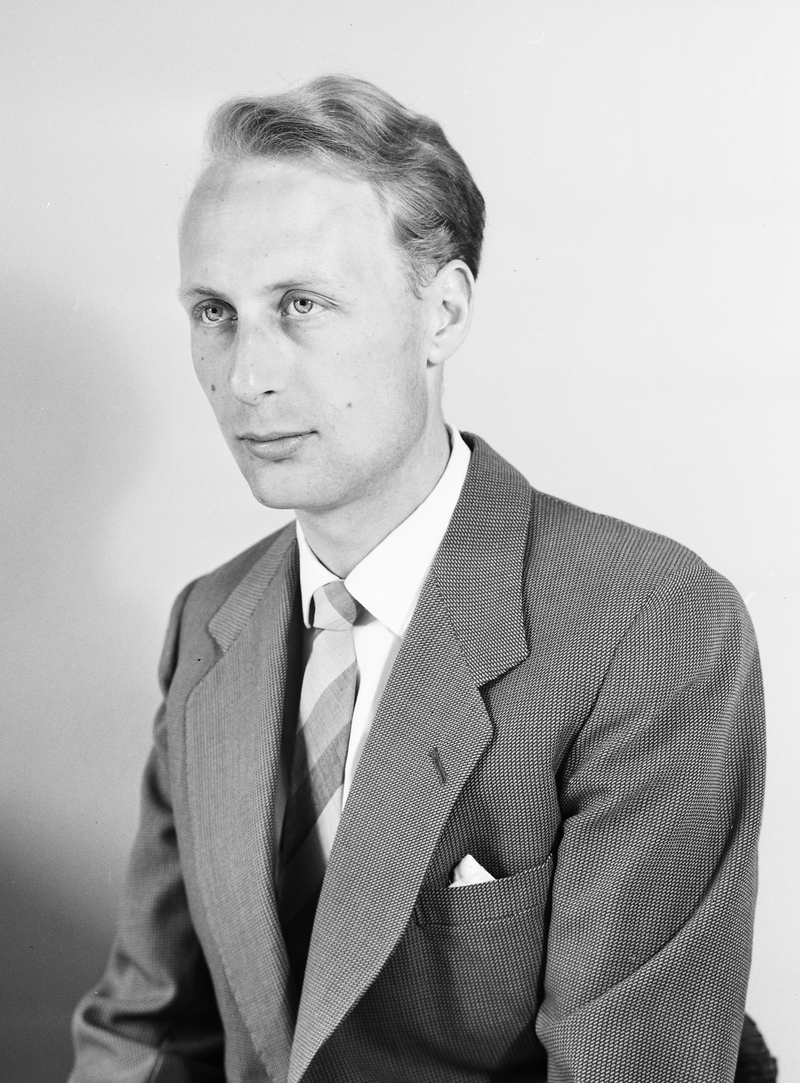
Reiss in 1959

Helge Reiss (27 februari 1928 - 11 november 2009) was een Noors acteur.
Reiss begon zijn loopbaan met het spelen van kleinere rollen in goedkope misdaadfilms. Hij bleef actief tot zijn dood in 2009. Nog enkele maanden vóór zijn dood sprak hij de stem in van hoofdrolspeler Carl Fredricksen in de nagesynchroniseerde Noorse versie van Up. Hij speelde in meer dan 30 films, maar is toch vooral bekend door zijn rol van Professor Drøvel in het eerste seizoen van de reeks Brødrene Dal. Hij speelde ook mee in de Noorse soapserie Hotel Cæsar.
- Bibsys: 1015335
- Virtual International Authority File: 226225139